# Saint-Lions
Saint-Lions település Franciaországban, Alpes-de-Haute-Provence megyében. Lakosainak száma 38 fő (2022. január 1.). Saint-Lions Barrême, Clumanc, Moriez és Saint-Jacques községekkel határos.

## Népesség
A település népessége az elmúlt években az alábbi módon változott:
| Lakosok száma | 23   | 28   | 50   | 43   | 44   | 51   | 49   | 41   | 40   | 38   |
|               | 1968 | 1982 | 1990 | 2006 | 2013 | 2015 | 2017 | 2019 | 2020 | 2022 |